# Allée de la Reine
L'allée de la Reine est une voie de circulation des jardins de Versailles, en France.

## Description
L'allée de la Reine débute au sud devant le grand Canal de Versailles et se termine environ 600 m au nord devant le grand Trianon, au carrefour avec l'avenue de Trianon et l'allée des Deux-Trianons.